# Carine Petit
Pour les articles homonymes, voir Petit.
Carine Petit, née le 26 juin 1974 à Bourges, est une femme politique française.
Elle est maire du 14e arrondissement de Paris depuis 2014, sous les couleurs successives du Parti socialiste puis de  Génération.s.

## Biographie
Née à Bourges, Carine Petit est diplômée en sciences économiques et politiques et passe les concours de la fonction publique territoriale.
Elle s'engage en politique après l'élection présidentielle française de 1995. En 1999, elle s'installe dans le 14e arrondissement de Paris pour travailler comme responsable du service jeunesse à la mairie de Bagneux (Hauts-de-Seine), aux côtés de Marie-Hélène Amiable.
En 2001, à 27 ans, elle est élue au conseil d'arrondissement du 14e arrondissement sur la liste de gauche réunissant PCF, MDC et PS, menée par Bertrand Delanoë. Elle est de 2001 à 2008 adjointe au maire Pierre Castagnou, chargée de la jeunesse et des sports. Elle vit à cette époque et jusqu'en 2012 dans un appartement HLM attribué par la commission de la mairie du 14e arrondissement. En 2002 puis en 2007, elle est aux élections législatives la suppléante de Serge Blisko, député de la 10e circonscription de Paris. 
En 2008, elle est réélue au conseil d'arrondissement du 14e sur la liste menée par Pierre Castagnou, qui la nomme adjointe chargée de la politique de la ville. En 2009, Pascal Cherki, qui prend la suite de Pierre Castagnou décédé en février, lui adjoint les quartiers Jean Moulin-Porte d'Orléans et Didot-Porte de Vanves.
En 2014, adjointe du député-maire, Carine Petit profite de l'adoption du non-cumul des mandats par le Parti socialiste pour devenir, à son tour, tête de liste. Considérée comme proche d'Anne Hidalgo et de Benoît Hamon, elle affronte la candidate UMP à la mairie de Paris, Nathalie Kosciusko-Morizet,. En dépit d'un déficit de notoriété et de la publicité faite pendant la campagne au logement social qu'elle a occupé pendant onze ans, elle l'emporte avec 53 % et devient, sous l'étiquette PS, la première femme maire du 14e arrondissement,.
Elle est élue le 15 décembre 2015 conseillère métropolitaine de la métropole du Grand Paris. En janvier 2016, le Conseil métropolitain nouvellement créé l'élit conseillère métropolitaine déléguée au bureau de cette institution.
En 2017, elle quitte le Parti socialiste pour rejoindre le parti Génération.s fondé par Benoît Hamon.
Aux municipales de 2020, elle mène la liste « Paris en commun » dans le 14e arrondissement parisien,,. Arrivée en tête au premier tour avec 32,85 % des voix, cette liste l'emporte au second tour avec 47,96 % des voix devant celle de Marie-Claire Carrère-Gée soutenue par Rachida Dati (30,21 %) et celle du prétendant à la mairie de Paris Cédric Villani (13,24 %). Carine Petit est en même temps réélue conseillère métropolitaine.
En 2022, elle rejoint le groupe des Écologistes au Conseil de Paris, mais appartient toujours à Génération.s.
En janvier 2024, elle devient présidente du conseil d'administration de la SAEMES (Société anonyme d'économie mixte d'exploitation du stationnement de la ville de Paris).

## Controverses politiques
Le 10 juin 2025, elle est qualifiée "de femme inconséquente et inadaptée" par la mère du jeune Elias, tué à coup de machette en janvier 2025.

## Synthèse des résultats électoraux

### Élections municipales
Les résultats ci-dessous concernent uniquement les élections où elle est tête de liste
| Année | Liste | Liste                                    | Commune   | 1er tour | 1er tour | 1er tour | 2d tour | 2d tour | 2d tour | Sièges obtenus | Sièges obtenus | Sièges obtenus |
| Année | Liste | Liste                                    | Commune   | Voix     | %        | Rang     | Voix    | %       | Rang    | CA             | CP             | MGP            |
| ----- | ----- | ---------------------------------------- | --------- | -------- | -------- | -------- | ------- | ------- | ------- | -------------- | -------------- | -------------- |
| 2014  |       | PS-PRG                                   | Paris 14e | 17 990   | 37,89    | 1re      | 26 575  | 53,08   | 1re     | 15 / 20        | 8 / 10         |                |
| 2020  |       | G·s - PS - PCF - PP - AE - ND - R&S - PE | Paris 14e | 12 189   | 32,85    | 1re      | 15 738  | 47,90   | 1re     | 23 / 30        | 8 / 10         | 3 / 4          |